# Hans Hedtoft
Hans Christian Hedtoft Hansen (21 de Abril de 1903 - 29 de Janeiro de 1955) foi um político da Dinamarca. Ocupou o cargo de primeiro-ministro da Dinamarca.